# 庄惟敏
庄惟敏（1962年10月—），男，上海人，清华大学建筑学院院长、教授，清华大学建筑设计研究院院长兼总建筑师，中国工程院院士。